# Cova d'Ekain

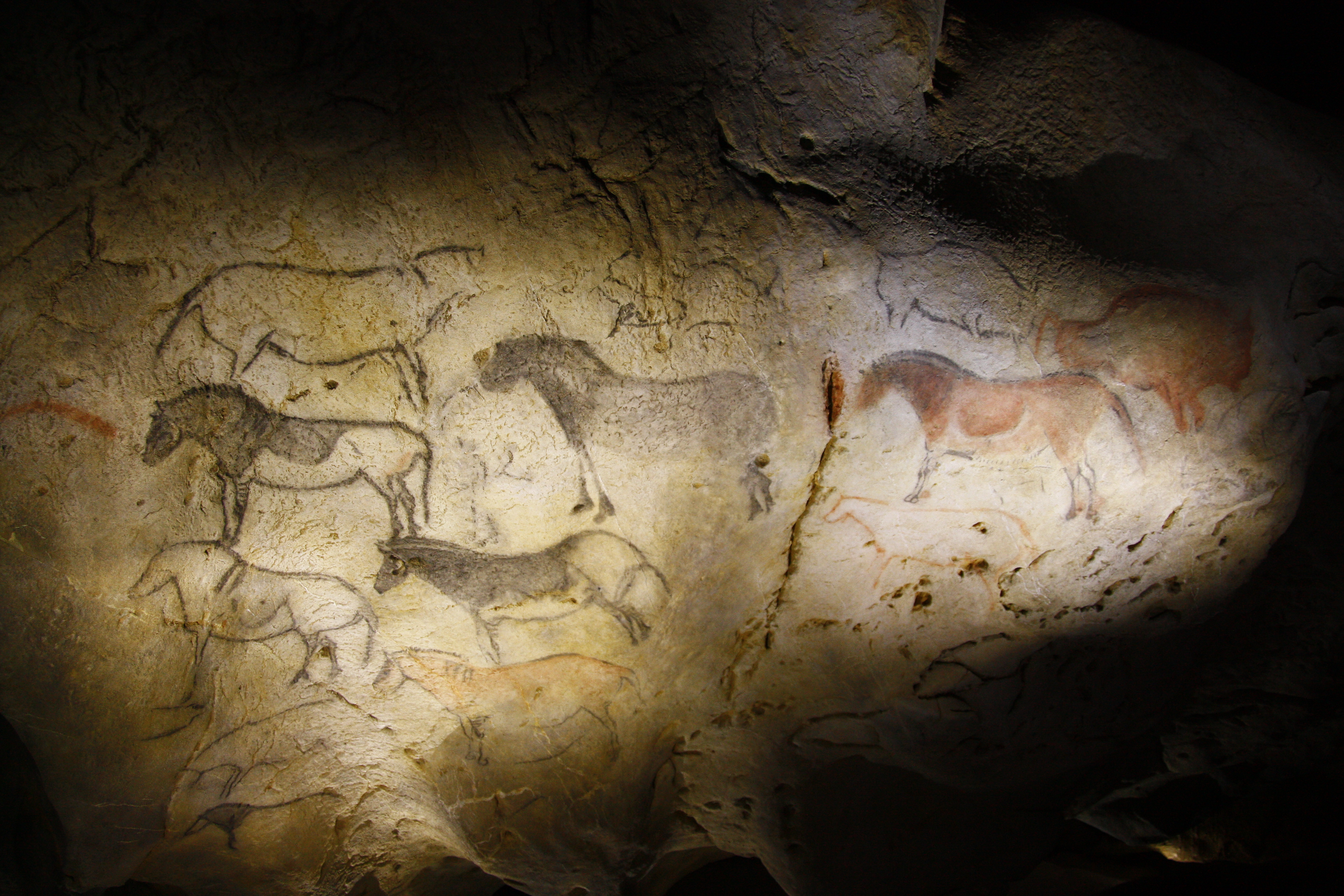
Figures de la cova d'Ekain

La cova d' Ekain és una cova amb destacables pintures rupestres situada en el municipi guipuscoà de Deva, al País Basc, Espanya.
Entre els diferents conjunts de pintures rupestres que es troben a Ekain destaca el panell dels cavalls. Aquestes pintures estan datades en el període Magdalenià del Paleolític superior i fan que el d'Ekain estigui considerat com un dels principals santuaris prehistòrics europeus al costat de Lascaux, Niaux i Altamira.
En el llibre Lehen Euskal Herria, Jesus Altuna defineix així el conjunt dels cavalls,
| « | és un dels conjunts de cavalls més bells de tot l'art franc-cantàbric. | » |

## Patrimoni de la Humanitat
La cova d'Ekain està inclosa a la llista del Patrimoni de la Humanitat de la Unesco des de juliol de 2008, dins del lloc «Cova de Altamira i art rupestre paleolític del Nord d'Espanya» (en anglès, Cave of Altamira and Paleolithic Cave Art of Northern Spain).
Disset grutes ornamentades de l'època paleolítica es van agregar a la Llista com a ampliació del lloc de la cova d'Altamira, inscrita l'any 2005. El conjunt és representatiu de l'apogeu de l'art rupestre paleolític que es va desenvolupar a tot Europa, des dels Urals fins a la Península Ibèrica, entre els anys 35.000 i 11.000 a.C. El bon estat de conservació de les coves es deu al fet que les seves galeries profundes les van preservar de les influències climàtiques externes. L'art rupestre d'aquestes coves figura a la Llista per ser una obra mestra del geni creador de l'home i la primera de les seves expressions artístiques consumades. Així mateix, constitueix un testimoni excepcional d'una cultura ancestral i una il·lustració extraordinària d'una etapa important de la història de la humanitat.

## Situació
La cova d'Ekain se situa en el pujol que li dona nom, a la vila de Deva i a la vall de Goltzibar, rierol que pertany a la conca del Urola, molt prop de la població de Zestoa, a escassos 1.500m de la mateixa. Davant de la boca de la cova s'uneixen els rierols de Goltzibar i Beliosoerreka formant la regata de Sastarrain, que desemboca en el proper Urola.
Donada la fragilitat de les pintures i per preservar la seva conservació, s'ha realitzat una rèplica de les pintures prop de la ubicació de la cova original, al costat de Zestoa; és Ekainberri.

## Història
La cova va ser descoberta l'any 1969 per Rafael Rezabal i Andoni Albizuri, membres de la societat cultural azpeitiarra Antxieta, aficionats a la cerca de restes arqueològiques. En una de les seves exploracions per la muntanya Izarraitz, seguint el curs de la regata Goltzibar, van descobrir un lloc singular, idoni per a un assentament prehistòric. L'1 de juny de 1969 van trobar l'entrada de la cova, que van explorar el dia 8 del mateix mes, descobrint la galeria de les pintures després d'obrir-se pas per un petit passadís retirant unes roques que ho encegaven.
Els primers estudis van ser realitzats per José Miguel de Barandiarán i Jesús Altuna, pertanyents a la Societat de Ciències Aranzadi, que van publicar les seves conclusions a la fi d'aquest mateix any a la revista Munibe (òrgan de la Societat de Ciències Naturals Aranzadi), un segon estudi de les figures es va tornar a publicar en aquesta mateixa revista l'any 1978. Les proves realitzades a l'entrada de la cova van donar com a resultat la verificació de l'existència d'un jaciment prehistòric. El jaciment va ser excavat i estudiat entre 1969 i 1975, al llarg de 6 campanyes d'excavacions realitzades per la Societat de Ciències Aranzadi, amb finançament de la Diputació de Guipúscoa. Les tres primeres campanyes van ser realitzades sota la direcció de José Miguel Barandiarán. En les troballes posteriors es van trobar restes que testifiquen l'ocupació de la cova en diversos períodes així com l'ocupació de la mateixa per ossos de les cavernes. Es va realitzar una ampliació dels estudis l'any 1978.
L'any 1984 es van publicar tots els estudis realitzats fins avui sobre el jaciment i les pintures.
Les pintures van ser qualificades com a pertanyents al període Magdalenià del Paleolític superior i d'una qualitat excepcional, similar a les de Altamira o Lascaux. El juliol del 2008, va ser declarat el conjunt per la Unesco Patrimoni de la Humanitat.

### La rèplica
Donada la importància del jaciment i les característiques de la cova, es va decidir no obrir-ho al públic i realitzar una rèplica de la mateixa, al costat d'un equipament cultural més extens que expliqués el període prehistòric en el qual es van realitzar les pintures. Fruit d'aquest projecte és Ekainberri, la rèplica de la cova d'Ekain.
La rèplica es va realitzar de la mà de la Fundació Ekain, en la qual participen la Diputació Foral de Guipúscoa, el Govern Basc i l'Ajuntament de Zestoa. La gestió de la infraestructura és a càrrec de la Unió Temporal d'empreses formada per Arazi i la Societat de Ciències Aranzadi.
Es troba a l'entrada de la vall de Sastarrain, 600 metres abans d'arribar a la cova original. La rèplica està realitzada per l'empresa ZK Productions de Montignac (França), sota la direcció de Renaud Sanson. La direcció científica del projecte és de Jesús Altuna. L'escenografia que conforma la rèplica consta de dues parts diferenciades, una, l'anomenada "de detall" la va realitzar l'empresa ZK Productions mentre que la complementària l'ha fet l'empresa eibarresa Alfa Art, la qual també s'ha ocupat del muntatge de l'estructura, de la passarel·la, de l'aire condicionat, de la llum escenogràfica i del recorregut de l'aigua per l'escenografia. Al costat d'aquestes dues empreses i completant la resta d'instal·lacions del complex, han treballat altres diverses empreses.
La construcció de la rèplica de la cova d'Ekain i les instal·lacions complementàries s'ha dilatat per molt temps per diverses circumstàncies. Una vegada construït l'edifici on s'anava a situar la rèplica, per problemes econòmics, es va parar l'obra durant 8 anys. La realització del panell de les pintures, que va partir d'una tomografia digital en 3D de les sales originals, va trigar més de dos anys a plasmar-se en polietilè, recobert després de morter i posteriorment policromat.

## Estudis
El jaciment i les pintures d'Ekain van ser estudiades només tenir notícies de les mateixes. J. M. Barandiarán i J. Altuna, de la Societat de Ciències Aranzadi, van realitzar una publicació d'un estudi preliminar el desembre de 1969, pocs mesos després del seu descobriment. Posteriorment es va obrir una campanya d'excavacions que va acabar l'any 1975 i després, l'any 1978 es va realitzar una ampliació dels estudis. Tota la informació obtinguda va ser publicada.

### Nivells
Les excavacions arqueològiques indiquen restes des del Paleolític Superior amb evidències "Châtelperronianes". En el nivell X s'ha datat en una edat superior als 30.600 anys. En el nivell IX hi ha nombroses restes d'ossos de la cavernes i alguna peça d'aspecte aurinyaciana. En el nivell VIII ja no es mostren restes d'ossos de les cavernes trobant-se algunes peces d'Indústria lítica poc significatives.
En el nivell VII, pertanyent al Magdalenià Inferior, es mostren evidències fefaents de la presència humana. Està localitzada en el vestíbul de la caverna i va constar de quatre llars. Hi ha nombroses restes d'alimentació i indústria, tant lítica com a òssia. Per l'estudi de les restes alimentaries es conclou que l'ocupació es realitzava a l'estiu (les restes d'alimentació indiquen una alimentació basada en cervatells i cérvoles, al no haver-hi restes d'animals d'entre 6 i 10 mesos, s'estima que l'estada no era ocupada a l'hivern).
En el nivell VI, datat en 12.050 anys i pertanyent també al Magdalenià Inferior, s'han trobat arpons típics d'aquesta època i evidències de l'especialització en la caça de la cabra muntesa, espècie que habitava en el proper Izarraitz. Encara l'ocupació de l'estada tenia caràcter temporal. Entre les troballes d'aquest nivell destaca una plaqueta de pedra arenisca en la qual hi ha gravats una cabra muntesa, un cérvol i un cavall. Aquest element va ser trobat en 7 trossos dispersos i està datada en 12.000 anys.
Els estrats superiors són ja del període Azilià on els costums i la forma de vida van ser diferents.

### La cova i les pintures

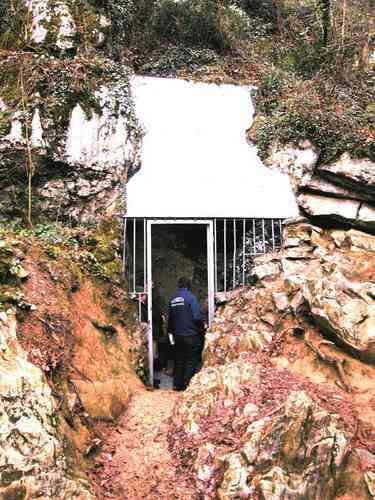
L'entrada a la cova l'any 2004.

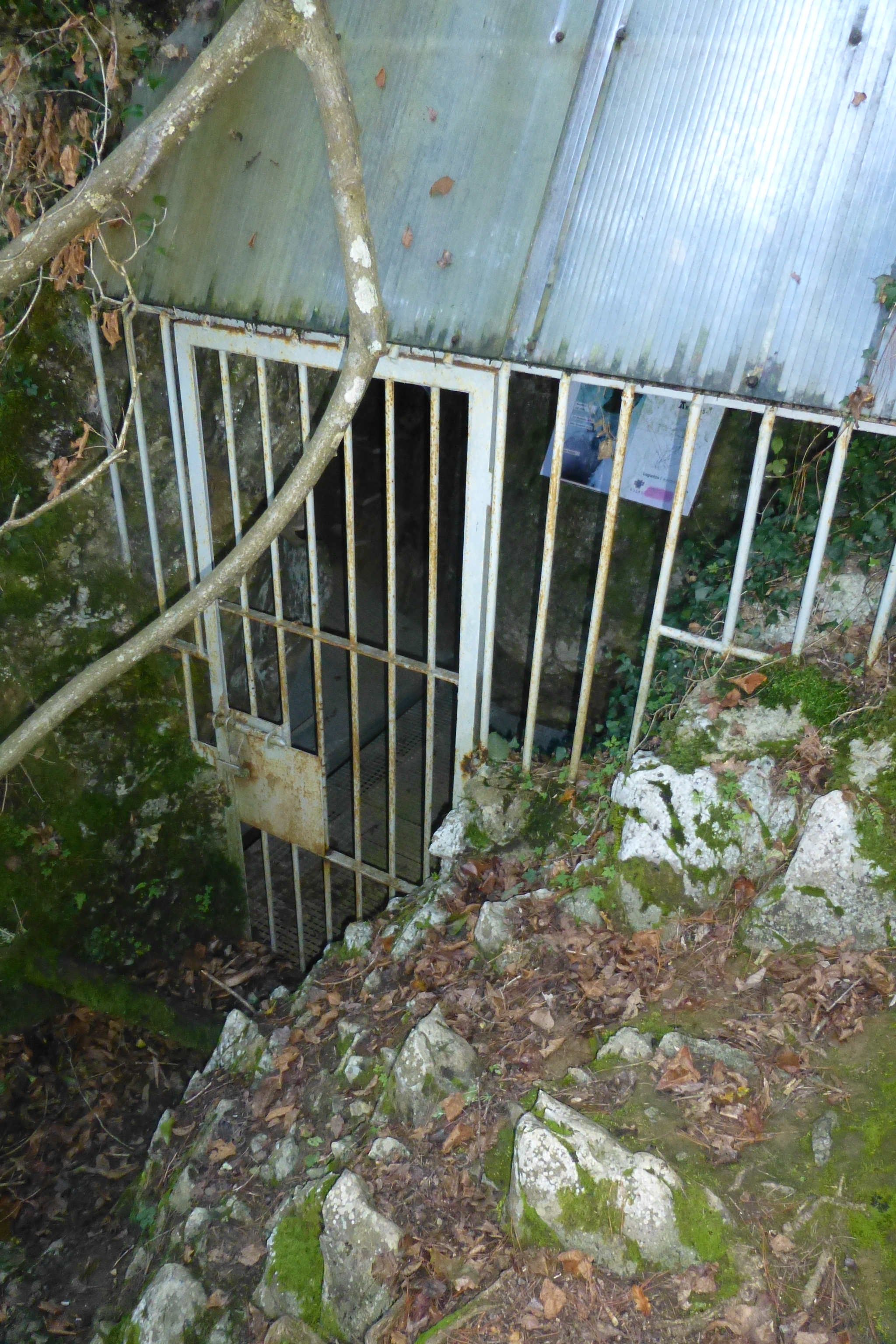
Entrada de la cova (2013)

La cova d'Ekain consta de diverses sales i galeries, cadascuna d'elles té unes característiques pròpies i ha estat batejada amb un nom en consonància. S'han trobat un total de 70 figures distribuïdes per les diferents galeries. 64 de les figures són pintades i, la resta, gravades. El nombre de figures depèn de si es comptabilitzen alguns traços lligats a elles, o no. Prop del 58% de les figures són cavalls, tot i que els animals més representats no són els més utilitzats per a l'alimentació dels qui van habitar la cova, segons es desprèn de les troballes de les excavacions.
Hi ha tres conjunts que compten amb més de cinc figures i els cavalls pintats corresponen amb el tipus de cavall existent en el període final del Paleolític, amb crinera curta i dreçada, taques en el coll, ventre més clar que el llom i cebradures en extremitats i coll.
El color és negre i vermell, el negre està realitzat amb carbó de fusta o magnesi i el vermell procedeix de la limonita, un mineral natural d'òxid de ferro.
L'entrada i Erdibide
L'entrada original de la cova tenia forma d'arc amb una altura d'1,20m i una amplària, a la base, de 2,30. Després de travessar una zona estreta, la volta s'eleva, permetent a un adult romandre alçat. La galeria que s'obre a l'entrada rep el nom de Erdibide, el seu sòl és estalagmític i en petit pendent, una mica estreta. En aquesta galeria es troba la primera pintura, als 6 metres del seu començament, un traç en negre. Més endavant hi ha un gran cap de cavall, que està a 50m de l'entrada de la cova, (la major existent en la cova) situada en un punt estratègic des d'on es veu un bloc de pedra que s'assembla al capdavant d'un cavall (aquest bloc està a la sala anomenada Erdialde). El cap pintat està realitzada en tinta plana i dirigida cap a la dreta. Pintada amb manganès, el contorn es fa més fosc en la gargamella, estant les temples i el començament de la crinera més clars. L'ull i les orelles estan ben indicats.
Sala Zaldei
Aquesta és la sala més important de la cova per trobar-se en ella el gran panell de cavalls. El sòl és estalagmític amb petits accidents pels gours. A banda i banda se situen sengles conjunts de figures on la major part d'elles són cavalls, a aquests donen pas dos bisons situats, cadascun, en una paret. Els cavalls semblen correspondre als quals habitaven la zona en aquella època, amb crinera dreçada (que es representa amb una sèrie de traços verticals i curts), diferent coloració entre les regions dorsal i ventral (representada per una línia en "M") i cebradures en els avantbraços.
El gran panell de cavalls de la paret dreta està compost per 18 figures de les quals 11 són equins. 15 dels animals s'orienten a l'esquerra, cap al "nínxol de l'os" que està situat a la sala Artzei. Les figures no se sobreposen i estan representades de diferents formes, algunes tenen contorn negre, unes altres modelatge intern negre, unes altres estan fetes en negre i vermell i, unes altres, gravades. El negre és de carbó de llenya.
A la paret esquerra hi ha 8 cavalls orientats cap a la dreta, també cap al "niu de l'os".
Les figures dels Bisó estan realitzades aprofitant un vorell rocós natural completant el repte del cos per la pintura. Aquest vorell conforma la línia dorsal i la cua.
Sala Artzei
En aquesta sala se situa el niu de l'os, és una plataforma en la qual, en un baix sostre, amagats de la vista, hi ha pintats una parella d'ossos similars als actuals. Els ossos estan pintats amb manganès en negre (juntament amb el gran cap de cavall, són les úniques figures fetes amb manganès).
Sembla que aquesta sala és el punt central del santuari, ja que la majoria dels cavalls, tots els de les sales de Zaldei i Azkenzaldei, miren cap aquí.
Galeria Auntzei
És una galeria de 15m de llarg i 2 d'ample, sense sortida. En aquest lloc hi ha diverses figures d'animals, cap cavall. Hi ha 2 cérvols, 4 cabres i 1 Salmó. En aquesta galeria hi ha restes d'haver estat usada pels ossos de la cavernes.
Els cérvols formen un petit conjunt en el qual es representa a una cérvola i a un cérvol que estan gravats i no pintats (són les úniques figures exclusivament gravades de la cova). El cérvol comprèn el cap, amb el corn representat vist de front i els detalls de l'orella, nas i ull, el coll, el dors complet i les natges. De la cérvola només s'ha representat el cap i el coll.
El salmó es representa en silueta completa amb boca. opercle, aletes i línia lateral, les aletes dorsal i parells són menys visibles. Per a la realització de l'ull i de la línia dorsal s'han usat elements de la paret. La silueta, de 55cm de longitud i orientada a l'interior de la galeria, està pintada en negre.
Hi ha diverses figures de cabres en ambdues parets, en una d'elles es representa el cap en la qual destaquen les banyes que es veuen en perspectiva frontal, el coll i el començament de la línia dorsal. En la paret de davant hi ha una figura de cabra de 20cm de longitud representada tombada mirant a l'esquerra. Està pintada en negre i farcida de pintura.
Sala Erdialde
Aquesta sala és la de major amplitud de tota la cova, en ella està el bloc de pedra que s'assembla a un cavall (s'estima que aquest va poder ser el motiu pel qual la cova va ser triada com a santuari del cavall). En la part baixa d'aquest bloc i en la paret posterior del mateix hi ha dues figures pintades, un cavall i un bisó.

### El santuari
S'ha qualificat Ekain com un santuari dels denominats profunds, en estar les figures allunyades de l'entrada i sense que hi arribi en cap moment la llum del sol. Està dividit en tres zones separades, en les quals el bloc que representa un cavall i el niu de l'os tenen una especial significació.
S'estima que la cova va estar deshabitada en el període en el qual es van realitzar les pintures.

### Menjaven el que pintaven?
La recerca integral dels jaciments ha demostrat que la fi mateixa de l'art no va ser la caça, ja que no existeix una relació directa entre la fauna representada i les restes recuperades en els llocs on vivien. En algunes coves, com Ekain, es comprova que si bé el dels cavalls és el tema més freqüent de les seves pintures, el cérvol en algunes èpoques, i la cabra després, eren les espècies més caçades.
| Fauna        | Representada a la cova d'Ekain | Caçada en el Magdalenià Superior de la cova d'Ekain |
| ------------ | ------------------------------ | --------------------------------------------------- |
| Cavall       | 60% ±                          | 0,5% ±                                              |
| Bisó i uro   | 20% ±                          | 1% ±                                                |
| Cabra        | 10% ±                          | 65% ±                                               |
| Cérvol       | 5% ±                           | 4% ±                                                |
| Os bru       | 5% ±                           | ∅                                                   |
| Rinoceront   | 5% ±                           | 0,5% ±                                              |
| Peix         | 5% ±                           | ∅                                                   |
| Ós cavernari | ∅                              | 0'5% ±                                              |
| Ren          | ∅                              | 2% ±                                                |
| Isard        | ∅                              | 4% ±                                                |
| Cabirol      | ∅                              | 1% ±                                                |

## El Contorn retallat d'au
En les excavacions realitzades l'any 2008 dirigides per Javier Altuna es va trobar la peça anomenada "contorn retallat d'au" que es tracta d'una talla del contorn d'una au realitzada en un os de costella d'un uro o bisó que prèviament ha estat preparat, enfonsant-lo en un plànol paral·lel a la seva superfície i desgastant la zona interna. També s'ha cremat suaument donant-li un to entre marró i negre. S'ha datat, mitjançant un altre os trobat al seu costat, en el Magdalenià Mitjà.
La representació d'un au és una cosa excepcional, ja que la majoria dels contorns retallats d'aquesta època representats a la zona cantàbrica, pirinenca i aquitana són, majorment, de cavalls, isards, cabres, bisons i cérvols, també s'han trobat alguns peixos. Han estat realitzades en hioide de cavall i tenen perforacions de suspensió. Aquesta peça manca de perforacions i està realitzada en una costella de boví. També la forma de representació en perspectiva torta, perquè semblin dues ales, és excepcional.
A diferència dels mamífers les aus no es presten per a la realització de perfils estàtics. La representada en aquesta peça està en actitud de capbussar-se, com si fos un Blauet. Però no se sap si això és el que s'ha volgut representar o és així a causa que no cabria en la costella les ales esteses.
La longitud total de la peça, des del cap de l'au a la cua, és de 66,2mm amb una amplària de 19mm entre les ales i un espessor 3,3mm. La representació de l'au està realitzada amb una perspectiva torta, el cap es veu de perfil (segons un plànol sagital que divideix a l'animal en dues parts simètriques) mentre que el cos es veu des d'un plànol frontal veient-se les dues ales a ala vegada. La figura està representada pel dors i l'esquena en comptes dels contorns dels costats.
A la cara externa de la peça s'aprecien les ales ben assenyalades i aplicades al cos separades per sengles solcs. S'aprecien cinc retallades en l'ala superior i sis en la inferior tenint una vora fistonada entre el cos i les ales, en aquests solcs hi ha tres incisions profundes transversals que tenen altres vuit incisions curtes i perpendiculars a les anteriors.
A la cua hi ha dotze incisions amb forma de tascó alineades en tres fileres longitudinals de quatre angles. Les incisions van ser realitzades per un instrument llarg que en el seu extrem tindria un tall oscat.
A la cara interna s'aprecia el mentó en el qual hi ha 5 incisions curtes i obliqües i un esquinçat longitudinal. Les ales s'han realitzat de la mateixa forma que a la cara externa, entre elles hi ha set línies transversals però sense les perpendiculars que hi ha en l'altre costat.